# Friedrich Christoph von Degenfeld-Schonburg
Friedrich Christoph von Degenfeld-Schonburg (* 30. September 1769 in Stuttgart; † 9. Februar 1848 in Ramholz (Schlüchtern)) war ein kaiserlich österreichischer Generalmajor und Kämmerer. Degenfeld war von 1831 bis 1833 Mitglied der kurhessischen Ständeversammlung.

## Leben

### Familie
Friedrich Christoph von Degenfeld-Schonburg stammte aus dem alten ursprünglich schwäbischen Adelsgeschlecht derer von Degenfeld. Die Familie wurde 1716 in den Reichsgrafenstand erhoben. Sein Großvater, Graf Christoph Martin von Degenfeld-Schonburg (1689–1762), war königlich preußischer General, Diplomat sowie wirklicher Staats- und Kriegsminister.
Sein Vater, Graf August Christoph von Degenfeld-Schonburg (* 21. Mai 1730; † 17. April 1814), wurde Oberst. Er ließ von 1785 bis 1788 die Kirche in Ramholz neu errichten und erließ 1800 eine zweite Schulordnung in Ramholz. August Christoph heiratete 1762 in zweiter Ehe die Freiin Helene Elisabeth von Riedesel zu Eisenbach (* 14. August 1742 in Höllrich; † 3. August 1811 in Eybach), Tochter von Johann Volprecht Riedesel zu Eisenbach. Friedrich Christoph war eines von sechs Kindern des Paares. Sein älterer Bruder Maximilian (* 19. Juni 1766; † 16. September 1816) wurde kaiserlicher Kämmerer und Reichshofrat. Von seinen Schwestern heiratete Dorothea Luise Marianne (1765–1827) 1786 den späteren preußischen Generalmajor Christian Karl zu Erbach-Fürstenau, und Sophie Henriette (1776–1847) heiratete 1797 den preußischen Oberpräsidenten Friedrich zu Solms-Laubach.
1806 wurde die Herrschaft Ramholz mediatisiert und sie kam nach dem Wiener Kongress 1815 an das Kurfürstentum Hessen. Degenfeld-Schonburg blieb aber Grund- und Justizherr im Justizamt Ramholz.

### Beruflicher Werdegang
Degenfeld erhielt mit 15 Jahren eine Unterleutnantstelle im Kürassier-Regiment Anspach. Zur Zeit der Koalitionskriege war er bereits Rittmeister. 1796 wurde er Adjutant des Feldmarschalls Dagobert Sigmund von Wurmser. 1799 diente er als Major bei den Jägern zu Pferde und kämpfte in Italien. Im Gefecht bei Bosco am 24. Oktober 1799 nahm er mit Auszeichnung teil und wurde zum Oberstleutnant befördert. Das Ordenskapitel des Militär-Maria-Theresien-Ordens erkannte ihm für seine Verdienste das Ritterkreuz zu.
1805 wurde Degenfeld zum Oberst befördert. In der Schlacht bei Austerlitz bewährte er sich erneut, zog sich aber kurze Zeit später auf seine Besitzungen in Kurhessen zurück. Erst 1813, mit der allgemeinen Erhebung gegen Napoleon, trat er wieder in österreichische Militärdienste als Oberst beim Blockade-Corps des Herzogs Ferdinand Georg August von Sachsen-Coburg-Saalfeld-Koháry gegen die Festung Mainz. Degenfeld wurde 1814 zum Generalmajor befördert sowie zum Kämmerer ernannt und trat 1819 endgültig in den Ruhestand.
Nach dem Ausbruch der Julirevolution von 1830 und dem damit verbundenen Rückzug von Kurfürst Wilhelm II. von Hessen-Kassel war Degenfeld 1831 Führer einer Deputation, die den Kurfürsten aus Wilhelmsbad zurückrufen sollte. Noch im gleichen Jahr wurde er Mitglied der kurhessischen Ständeversammlung, dem 1. Landtag, für den Hanauischen Adel. Auch in den 2. Landtag wurde er 1833 gewählt. Er starb am 9. Februar 1848, im Alter von 78 Jahren, auf seinen Besitzungen in Ramholz.

### Ehe und Nachkommen
Friedrich Christoph von Degenfeld-Schonburg heiratete am 20. November 1797 in Erbach Luise Charlotte Polyxena von Erbach-Erbach (* 28. Januar 1781 in Erbach; † 3. Mai 1830), die Tochter des Grafen Franz I. von Erbach-Erbach. Das Paar hatte mindestens vier Söhne und eine Tochter. Der älteste Sohn August (* 10. Dezember 1798) wurde kaiserlicher Feldmarschallleutnant, sein jüngerer Bruder Gustav (* 9. Mai 1807) wurde kaiserlicher Generalmajor und Kämmerer. Die Tochter Pauline (1803–1861) heiratete 1831 Graf Ludwig Joseph zu Sayn-Wittgenstein-Berleburg. Die Tochter Elisabeth (Betty) Degenfeld-Schonburg (* 11. Februar 1802; † 21. April 1880 in Dresden) heiratete Friedrich Magnus II. zu Solms-Wildenfels.